# Höhjon állomás
Höhjon (Hoehyeon) állomás a szöuli metró 4-es vonalának állomása, mely Szöul Csung-ku (Jung-gu) kerületében található. A közelben található a Namdemun (Namdaemun) kapu és a Namdemun (Namdaemun) piac.

## Viszonylatok
| 4-es vonal                                         | 4-es vonal                | 4-es vonal                        |
| -------------------------------------------------- | ------------------------- | --------------------------------- |
| Mjong-tong (Myeong-dong) Tanggoge (Danggogae) felé | személy- és expresszvonat | Szöul Anszan (Ansan) és Oido felé |